# Luís Augusto Osório Romão
Luís Augusto Osório Romão (født 20. november 1983) er en tidligere brasiliansk fodboldspiller.